# Крепкіна Валентина Миколаївна
Кре́пкіна Валенти́на Микола́ївна — українська легкоатлетка категорії Мастерс (35+), багаторазова чемпіонка Світу та Європи зі стрибків у довжину, потрійним, у висоту, з жердиною та бігу на 100/80/60 м з бар'єрами, рекордсменка Світу у закритих приміщеннях з потрійного стрибка у категорії Ж50+.

## З життєпису
Президент «Юкрейн Мастерс Атлетік» (з 2014 року), Генеральний секретар асоціації «Всеукраїнська спілка громадських організацій»(2014—2021), майстер спорту України — з акробатики та легкої атлетики.
Спортом займається з семи років — гімнастикою, акробатикою, врешті легкою атлетикою. Багаторазова чемпіонка і призерка Європи, світу, Європейських й Всесвітніх ігор майстрів-ветеранів.

## Серед спортивних досягнень
- у березні 2010 року в віковій категорії 40+ перемогла у потрійному стрибку, здобула срібні нагороди у стрибках в довжину та стрибках із жердиною, посіла третє місце в бігу на 60 метрів.
- квітнем 2015-го на 10-му змаганні ветеранів атлетичного спорту European Veterans Athletics Championships (Торунь) в фіналі стрибків у довжину W45 посіла друге місце з результатом 2,90 м.